# Elecciones generales de Dominica de 1980
Las elecciones generales de Dominica de 1980 tuvieron lugar el 21 de julio del mencionado año con el objetivo de renovar los 21 escaños de la Cámara de la Asamblea para el período 1980-1985. A su vez, el presidente de la Mancomunidad designaría a un primer ministro de entre los miembros de la Cámara electa, correspondiente al partido con más escaños. Fueron los primeros comicios desde la independencia de la nación y su conversión en república dentro de la Mancomunidad de Naciones en 1978. La situación económica y política de Dominica en sus dos primeros años de independencia se había deteriorado notoriamente, al punto que el antiguo primer ministro Patrick John, del gobernante y hegemónico Partido Laborista, había dimitido en junio de 1979 para ser reemplazado por Oliver Seraphin, que lideraría un gobierno provisional conocido como "Comité de Salvación Nacional".
En medio del caos político y económico que sufría la subdesarrollada nación tras su independencia, además de los daños sufridos tras el Huracán David, el conservador Partido de la Libertad de Dominica (DFP), liderado por Eugenia Charles, obtuvo una abrumadora victoria con el 51.34% del voto popular y 17 de los 21 escaños, asegurándose el control de dos tercios del legislativo. El laborismo, que concurrió dividido entre el Partido Laborista gobernante y el escindido Partido Laborista Democrático, sufrió una fuerte debacle. El Partido Laborista Democrático quedó en segundo lugar con solo el 19.72% de los votos y 2 escaños. Además de sufrir su primera derrota electoral desde su fundación, el Partido Laborista de Dominica quedó en tercer lugar con un 17.41% de los sufragios y no logró obtener ningún escaño. Otro partido, el Movimiento de Liberación de Dominica, también fracasó en obtener representación parlamentaria a pesar de recibir el 8.42% de los votos. Dos candidatos independientes, Conrad W. Cyrus y Jenner B.M. Armour, resultaron elegidos.
Con este resultado, Eugenia Charles fue juramentada como primera ministra de Dominica, convirtiéndose además en la primera jefa de gobierno electa del continente americano (la tercera en general después de Lucina da Costa en las Antillas Neerlandesas y María Estela Martínez de Perón en Argentina). Los comicios de 1980 marcaron también un período de quince años de dominación política del DFP, que gobernaría el país con Charles como primera ministra hasta 1995.

## Resultados
|  | 51.34 % |

|  | 19.72 % |

|  | 17.41 % |

|  | 8.42 % |

|  | 3.11 % |

|  | 99.20 % |

|  | 0.80 % |

|  | 100.00 % |

|  | 80.31 % |